# Silniční most č. 170-014
Silniční most č. 170-014 je obloukový barokní kamenný most na silnici II/170, který přemosťuje Horský potok v katastrálním území Čábuze (část Vacova) v okrese Prachatice. V roce 1963 byl zapsán jako kulturní památka.

## Popis
Most ze 17. století se nachází asi sto metrů jižně za vsí v km 19,111 silnice II/170 do Zdíkovic a překonává Horský potok, který přitéká k mostu od západu.
Jednobloukový most s horní mostovkou je postaven z neomítaného lomového kamene. Čelo mostu a opěrné pilíře jsou postaveny z namodralé žuly. Klenba o rozpětí 3,50 m je vyzděna jiným druhem lomového úzkého kamene. V koruně čelních stěn jsou položeny opracované desky o tloušťce 12 cm, které jsou novodobě překryty betonovou římsou o tloušťce 28 cm. V římse jsou osazeny betonové sloupky o výšce 97 cm, kterými jsou vedeny dvě vodorovné trubky. Most je ukončen na obou koncích šikmými rozevírajícími se křídly vyzděnými ze žuly. Mostní vozovku tvoří živičný povrch. Na mostě je umístěna značka státní výškové nivelace. Zatížitelnost mostu dle dopravního značení je 24 t, výhradní (jediné vozidlo na mostě) zatížitelnost je 40 t.